# ویلمار کابررا
ویلمار کابررا (انگلیسی: Wilmar Cabrera؛ زادهٔ ۳۱ ژوئیهٔ ۱۹۵۹) بازیکن فوتبال اهل اروگوئه است.
از باشگاه‌هایی که در آن بازی کرده‌است می‌توان به والنسیا، اسپورتینگ گیخون، نیس، باشگاه فوتبال ناسیونال اروگوئه، باشگاه فوتبال ناسیونال اروگوئه، تیم ملی فوتبال اروگوئه، و باشگاه فوتبال ناسیونال اروگوئه اشاره کرد.
وی همچنین در تیم ملی فوتبال Uruguay بازی کرده‌است.